# Ngổ Luông
Ngổ Luông là một xã thuộc huyện Tân Lạc, tỉnh Hòa Bình, Việt Nam.
Xã Ngổ Luông có diện tích 38,44 km², dân số năm 1999 là 1275 người, mật độ dân số đạt 33 người/km².